# Cairo Electric Railways & Heliopolis Oases Company
Die Cairo Electric Railways & Heliopolis Oases Company (arabisch شركة سكك حديد مصر الكهربائية و واحات عين شمس) wurde 1906 in Kairo, Ägypten, gegründet, um ein 25 Quadratkilometer großes Grundstück zum Vorort Heliopolis zu entwickeln. Sie wurde 1960 verstaatlicht und blieb ein staatliches Unternehmen, bis sie 1995 an der Cairo and Alexandria Stock Exchange (der heutigen Egyptian Exchange, EGX) notiert und in Heliopolis Company for Housing and Development (arabisch شركة مصر الجديدة للإسكان والتعمير) umbenannt wurde.

## Geschichte

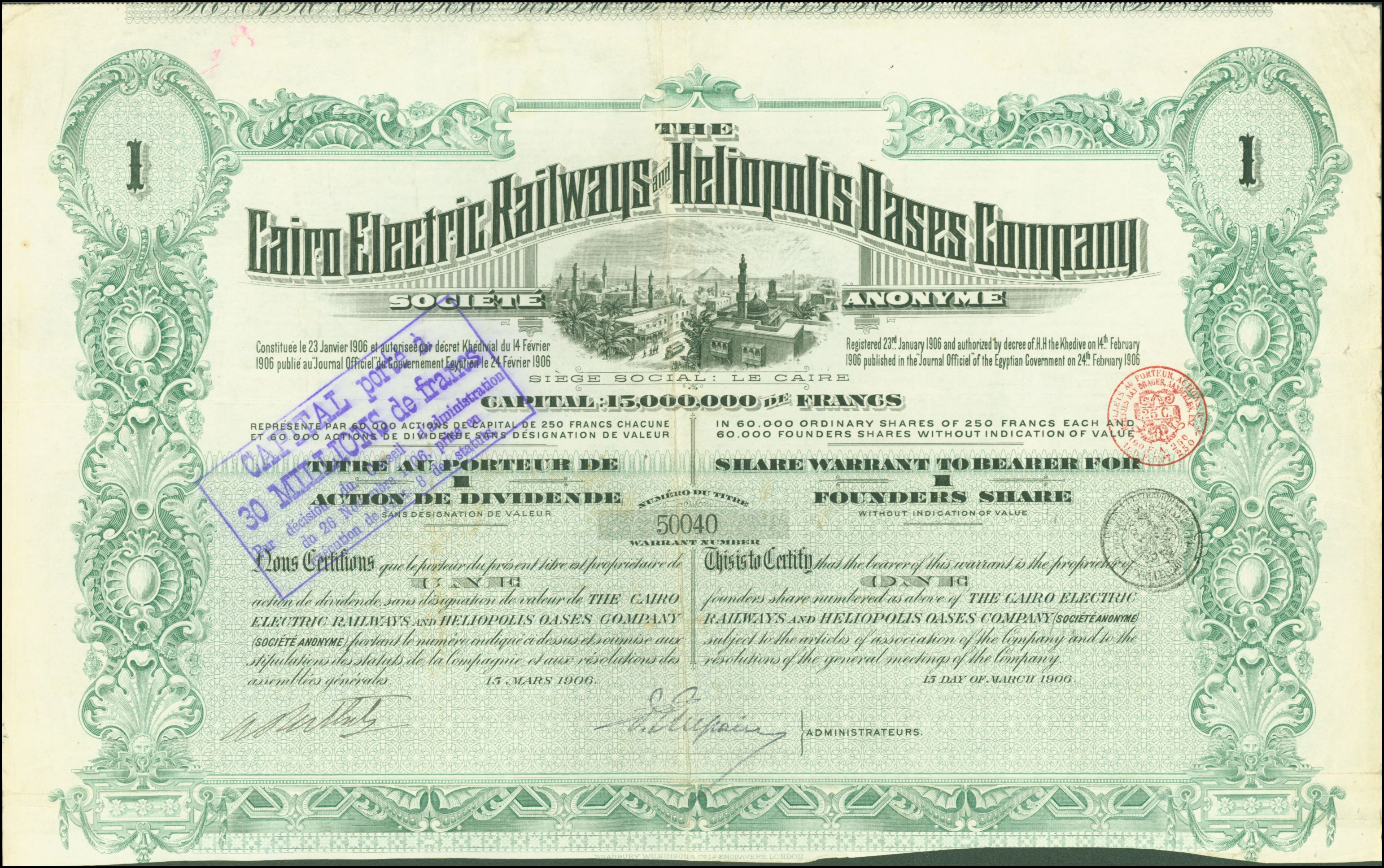
Aktie, 1906

Am 20. Mai 1905 unterzeichnete die ägyptische Regierung mit dem belgischen Industriellen Édouard Empain und Boghos Nubar Pascha, dem Sohn des ehemaligen ägyptischen Premierministers Nubar Pascha, eine Konzession zur Erschließung eines 25 Quadratkilometer großen Wüstengebiets nordöstlich von Kairo.
Die Cairo Electric Railways and Heliopolis Oases Company selbst wurde am 14. Februar 1906 von den beiden Unternehmern und 22 weiteren Investoren und Unternehmen als Grundstückserschließungsgesellschaft gegründet, um die Heliopolis-Oase in der Nähe der antiken Stadt Heliopolis zu bauen.
Der neue Vorort war mit einer Eisenbahn- und Straßenbahnverbindung zum Stadtzentrum von Kairo geplant und umfasste Grundstücke für Villen, Mehrfamilienhäuser im Heliopolis-Stil, Arbeiterwohnungen, das Heliopolis Palace Hotel (das später in einen Präsidentenpalast umgewandelt wurde), Restaurants, Geschäfte, Kirchen, Moscheen, eine Synagoge und Krankenhäuser.
1955 wurde das Unternehmen von der Regierung gemäß Gesetz 123/1955 beauftragt, 1.500 400 Quadratmeter große Grundstücke in fünf neuen Stadtvierteln auf seiner Wüstenkonzession vorzubereiten, die zu einem Preis von 1,45 LE pro Quadratmeter in erster Linie an Regierungsangestellte oder Mitglieder der von der Stadtverwaltung Kairo genehmigten Wohnungsbaugenossenschaften verkauft werden sollten.
Nach der Unabhängigkeit verstaatlichte die sozialistische Regierung von Gamal Abdel Nasser das Unternehmen 1961 und wandelte es in die staatliche Organisation des Vororts Masr al-Gadida (arabisch مؤسسة ضاحية مصر الجديدة) um, die dem Ministerium für kommunale und dörfliche Angelegenheiten angegliedert war und sich um die Entwicklung von Immobilien kümmerte. Im Jahr 1964 wurde das Unternehmen in Heliopolis-Gesellschaft für Wohnungsbau und Entwicklung (arabisch شركة مصر الجديدة للإسكان و التعمير) umbenannt.
Im Rahmen des Wirtschaftsreform- und Strukturanpassungsprogramms (ERSAP) des Internationalen Währungsfonds und der Weltbank war das Unternehmen Teil eines Privatisierungsprogramms und wurde 1996 an der ägyptischen Börse notiert; der Reuters-Code lautet HELI.CA. Im Jahr 2021 war die ägyptische Regierung mit ihrer Holdinggesellschaft für Bau und Entwicklung immer noch der größte Anteilseigner mit 72 %, während der zweitgrößte Anteilseigner bei weitem die norwegische Regierung war, deren Norges Bank 1,19 % besaß.

## Heliopolis Palace Hotel

### Geschichte
Am 23. September 1905 feierte die Welt das offizielle Datum der Eröffnung dieses neuen Hotels. Das von dem belgischen Architekten Ernest Jaspar entworfene Hotel bot 400 Zimmer, darunter 55 private Zimmer.
Die Bankettsäle gehörten zu den größten überhaupt. Die Versorgungseinrichtungen waren auf dem neuesten Stand der Technik der damaligen Zeit. Sie wurden von den Bauunternehmen Leon Rolin & Co. und Padova, Dentamaro & Ferro, den beiden größten Bauunternehmen Ägyptens, gebaut und eingerichtet. Die Firma Siemens-Schuckert aus Berlin versah das Hotel mit einem Netz von elektrischen Kabeln und Installationen.

### Gestaltung
Das strenge, fast abweisende Äußere stand in starkem Kontrast zur Extravaganz des Inneren. Ein Besucher aus dem Jahr 1912 berichtet: „Hinter den Empfangsräumen befinden sich zwei üppig dekorierte Säle im Stil Ludwigs XIV. bzw. Ludwigs XV. und dann der zentrale Saal, ein Traum von Schönheit und Symmetrie. Hier erreicht die Architektur, die für so viele wunderbare Effekte in Heliopolis verantwortlich ist, ihren künstlerischen Höhepunkt. In allen Ecken und Winkeln hängen orientalische Lampen aus Damaskus“.
König Albert I. (König von Belgien), der mit seiner Frau Königin Elisabeth einen Monat lang in dem Hotel wohnte, sagte beim Betreten der Haupthalle: „C’est une merveille!“.
Der Hauptsaal, der fast 589 Quadratmeter groß war, hatte eine 55 Meter breite Kuppel, wurde von Alexandre Marcel vom Französischen Institut entworfen und von Georges Claude dekoriert, war mit den feinsten Orientteppichen ausgelegt und mit großen, raumhohen Spiegeln, Vorhängen und einem großen Marmorkamin ausgestattet. Zweiundzwanzig italienische Marmorsäulen verbanden das Parkett mit der Decke. Auf der einen Seite des Saals befand sich der Speisesaal mit Platz für 150 Gäste, auf der anderen Seite der Billardsaal mit zwei großen Thurston-Tischen und einem französischen Tisch. Die Mahagonimöbel des Hotels wurden von Maple’s Furniture (London) geliefert.
Die Fläche des Hotels war so groß, dass ein Schienensystem installiert wurde, das durch das Hotel führte, vorbei an Büros, Küchen, Kühlschränken, Lagerräumen und den Personalwohnungen.

### Weltkriege und die Zeit danach
Während des Ersten und Zweiten Weltkriegs wurde das Hotel in ein Lazarett für australische Soldaten umgewandelt.
Nach dem Zweiten Weltkrieg verringerte sich der durchschnittliche Aufenthalt von Touristen durch den Flugverkehr auf einige Tage. Als sich der Tourismus zu einer Megabranche entwickelte, entstanden in Ägypten riesige Hotels, deren Innenausstattung auf der Grundlage der Rendite pro Quadratmeter berechnet wurde. Da das Hotel nicht konkurrenzfähig war, verlor es an Beliebtheit.

### Präsidentenpalast
In den 1980er Jahren, zu Beginn des Mubarak-Regimes, wurde das Heliopolis Palace Hotel zum Sitz der neuen Präsidialverwaltung erklärt, nachdem es über 10 Jahre lang verschiedene Regierungsabteilungen beherbergt hatte.

## GrundstückHeliopark
Im Oktober 2003 wurde der Heliopolis-Gesellschaft für Wohnungsbau und Entwicklung per Präsidialdekret ein 6,86 Quadratmeter großes Grundstück in der Satellitenstadt Neu-Kairo zugewiesen, als Entschädigung für das Land, das für den Bau des Flughafen Kairo-International benötigt wurde. 2021 wurde eine Vereinbarung über die Entwicklung des Heliopark-Projekts getroffen.